# سرين حصار
سَرين حصار هي بلدة ومنطقة في محافظة دنيزلي في تركيا. تقع على بعد 35 كيلو متر من طريق دنيزلي-أنطاليا السريع الذي بدوره يقع شمال سهل كاراغاك.

## النظام الإداري
حتى عام 1988 كانت تابعة لمقاطعة Acıpayam (اجيباياب) واسمها kızılhisar (كزل حصار)، أصبحت مقاطعة مستقلة منذ ذاك التاريخ. وغُير اسمها إلى Serinhisar (سرين حصار). قبل إنشاء بلدية العاصمة، كان لديها بلدة وثلاث قرى.

## الهيكل الاقتصادي والديموغرافي
هناك العديد من فرص العمل في المقاطعة. وأهمها هو تحميص الحمص وصنع القضامة وتهجين المواشي. وأن الزراعة والتجارة يلعبان دورا في دخل السكان. في الصادرات، وصلت إلى نقطة مهمة خاصة مع مبيعات الحمص المحمص إلى دول الشرق الأوسط.

## النشاطات الثقافية
منذ عام 2001، يقام مهرجان القضامة (الحمص المحمص) والثقافة. يقام المهرجان في يوليو من كل عام في منطقة جاملك. ينضم إلى المهرجان الكثير من المحليين والفنانين من مناطق أخرى، والذي يستمر 3 أيام كل عام بمشاركت العديد من الفنانين المحليين والوطنيين.
وبالإضافة إلى ذلك، يقام مهرجان سكين كل عام في بلدة ياتاغان التابعة بدورها إلى سرين حصار